# 屈折ピラミッド

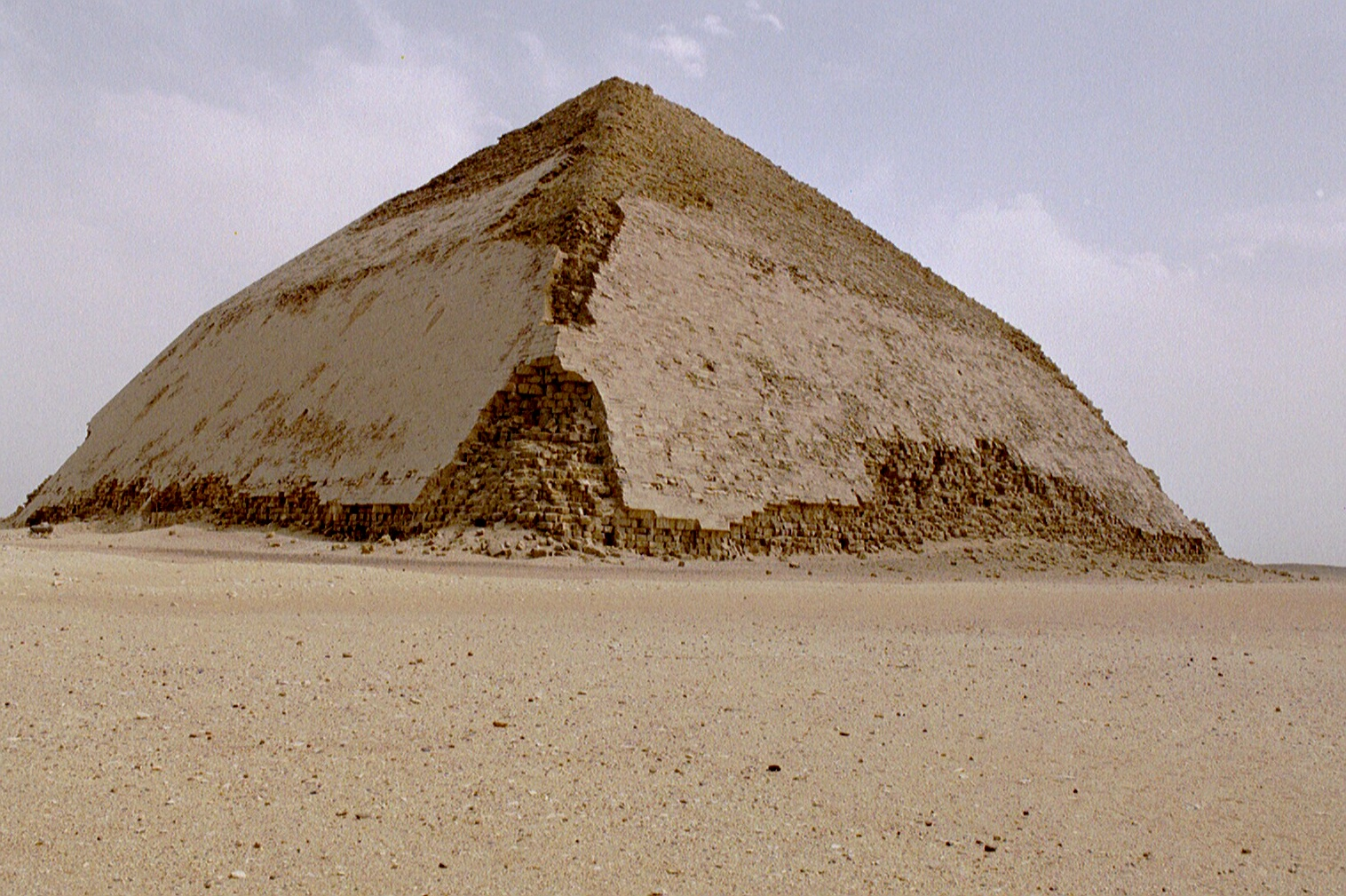
屈折ピラミッド

屈折ピラミッド(Bent Pyramid)とは、エジプトのダハシュールにある古代エジプト・古王国時代第4王朝のファラオでクフ王の父でもあるスネフェル王のピラミッドである。三大ピラミッドなどと共にメンフィスとその墓地遺跡として世界遺産に登録されている。

## 概要

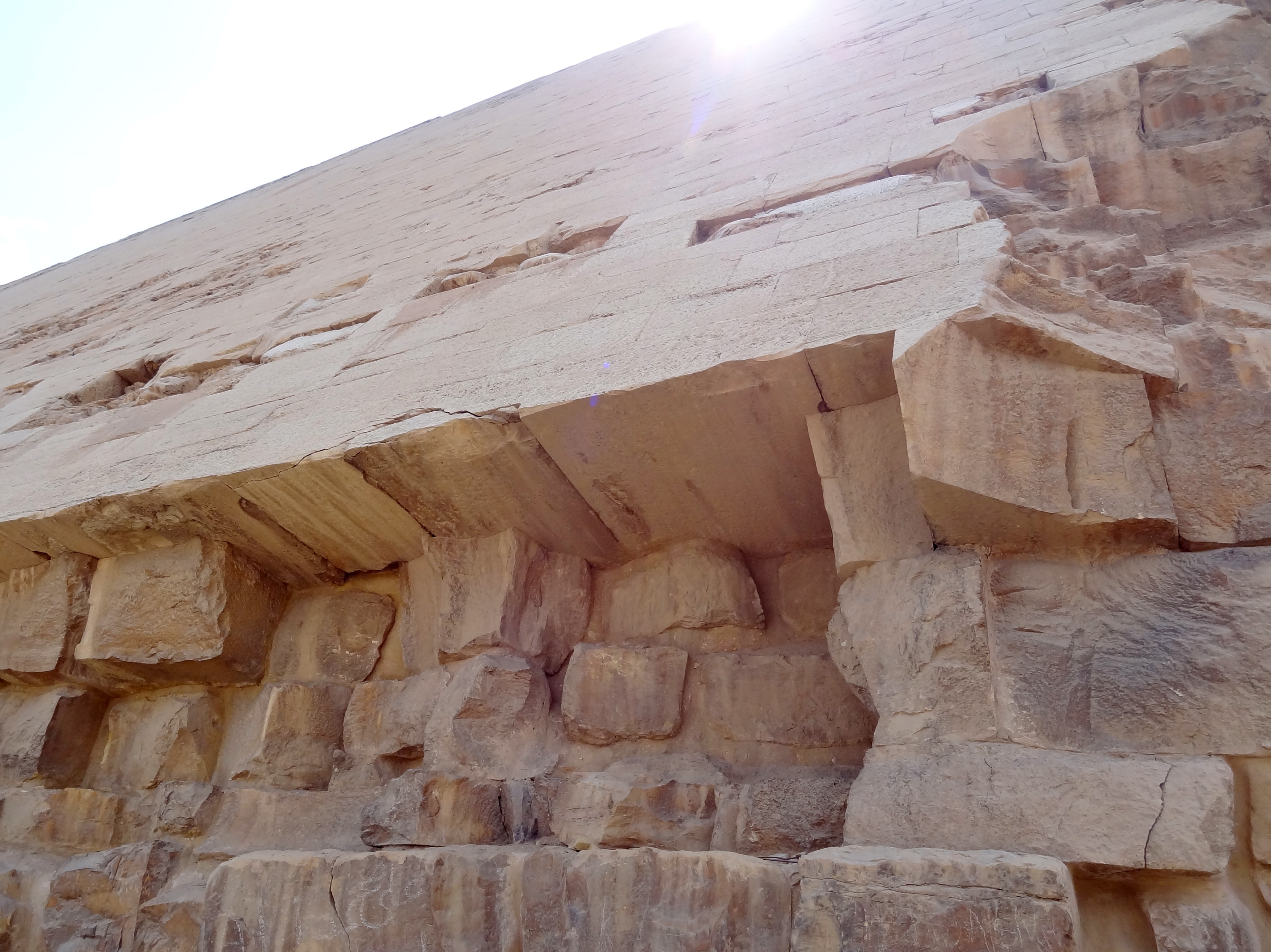
化粧石のアップ。三大ピラミッドに代表される他のエジプトのピラミッドも、本来はこのような滑らかな外観をしていたとされている。

高さ105m、底辺189mであるが、特徴的なのは屈折ピラミッドの名のとおり途中で傾斜角度が変わっていて、下部は54度27分、上部は43度22分となっている。下側は崩れるのを防ぐために石は内側に向けて斜めに積まれている。上側は平積みにしている。この理由については、同時期に同じ工法で建築されていた｢崩れピラミッド｣が完成直後に崩壊し、下側で使用した工法でこのまま建設を続けると、同じように崩壊する可能性が指摘され、途中から工法を変更したとされる。また実際に、崩壊の兆候が発見されたので工法が変更されたとする出典もある。エジプトの他のピラミッドは表面を滑らかに装飾する化粧石(化粧板)のほとんどが持ち去られ、失われている場合が多いが、屈折ピラミッドの場合は現在もかなり多くの化粧石が表面に残っている。

## 内部公開
一般観光客は、1965年を最後にピラミッド内部へ入ることができなくなっていたが、2019年、2つの埋葬室につながる長さ79mの通路を修復するプロジェクトが完了。再び一般観光客への公開が再開された。